# Хаљина од меса Лејди Гаге
Дана 12. септембра 2010. америчка певачица Лејди Гага носила је хаљину за МТV Video Music Awards 2010. направљену у потпуности од сирове говедине. Хаљину су дизајнирали Франц Ферндандес и Никола Формичети. Касније, хаљину су осудиле групе за права животиња.
Као и са другим њеним хаљинама, она је архивирана, али је изложена 2011. у Дворани славних рокенрола. Након тога, хаљина је пребачена у Newseum у Вашингтону. Од 2019., хаљина је изложена у Лас Вегасу у музеју Haus of Gaga.
Гага је након церемоније доделе награда објаснила да је хаљина била изјава о нечијој потреби да се бори за оно у шта верује. Гага је била номинована уметница на Video Music Awards 2010. Стигла је у хаљини Aleksandar McQueen и оклопним ципелама и пресвукла се у Giorgio Armani број пре него што је обукла своју трећу одећу вечери: хаљину, шешир, чизме и торбицу од сировог меса. Гага је носила месну хаљину како би примила трофеј за видео године за ,,Bad Romance".Гага је наставила да носи хаљину након доделе награда због фотографија за штампу.  Гага је објаснила своју интерпретацију хаљине DeGeneres, рекавши: „Ако се не залажемо за оно у шта верујемо и ако се не боримо за своја права ускоро ћемо имати онолико права колико месо на нашим костима."  DeGeneres, који је у то време био веган, касније је написао: "Сада волим Лејди Гагу, али као некоме ко такође воли животиње било ми је заиста тешко да седим поред Лејди Гаге док носила је ту одећу, али ме је то натерало да се запитам: „Која је разлика између њене одеће и одеће од коже?

## Дизајн
Формичети је дизајнирао изглед. Хаљина је била асиметрична. Фернандез је посебно одабрао кројеве како би осигурао да се хаљина добро држи. Одрезак је изабран као материјал за употребу, са месом које долази од његовог породичног месара. Хаљина је захтевала да Гага буде ушивена у одећу иза сцене. Фернандез је о свом дизајну рекао: „Знао сам да ће хаљина бити један од других невероватних комада које је Гага носила те вечери. Веома је добро направљена и сјајно јој је стајала, на камери и ван ње. Једини пут када га је носила било је за VMA Тек када сам га видео на монитору, знао сам да ће бити велико." Фернандез рекао да је и сама Гага рекла да мирише добро, јер мирише на месо. Дизајнерка је причала о томе шта ће се десити са хаљином након доделе награда: „Хаљина ће бити стављена у архиву са свим њеним хаљинама. Неће потрајати, то је лепота. Када буде поново објављено, надам се да ће то бити другачија хаљина, што ми се наjвише свиђа идеја да се промени и еволуира у нешто друго.“ Дворана славних рокенрола платила је 6.000 долара Sergio Vigilato да сачува хаљину. Залеђена је након два телевизијска појављивања. Oбновљена је фарбањем у тамноцрвену боју када је сачувана како би добила исти изглед као када се први пут носи. Касније је носила хаљину од вештачког меса док је изводила песме „Амеricano“ и ,,Born This Way Ball“.

## Пријем
После VМА, медији су покушали да анализирају значење хаљине уз предлоге BBC News, од анти-моде, до феминизма, старења и пропадања, и става друштва према месу. Људи за етички третман животиња осудили су ово.  Вегетаријанско друштво је такође осудило хаљину, објавивши изјаву у којој се каже: „Без обзира колико је лепо представљена, месо мучене животиње је месо мучене животиње. Доста животиња умире за храну и не треба их убијати због оваквих вратоломија. Еllen DeGeneres је Гаги поклонила бикини направљен од поврћа када се певачица појавила у њеном шоу, а певачица је искористила платформу да одговори на контроверзу око хаљине рекавши: За мене ове вечери, ако ми се не залажемо за оно у шта верујемо и ако се убрзо не изборимо за своја права, имаћемо права колико и месо на сопственим костима. А ја нисам комад меса.

## Оригинал
Каrеn Rosenberg iz New York Timesa упоредила је хаљину са серијом фотографија на којима Francis Bacon позира са говеђим боковима причвршћеним за његов торзо попут крила 1952. године. У Енглеској, јула 1979, је уметник перформанса Rоbеrt Connolly носио дводелно одело од кришки саламе.
Тhe Daily Telegraph из 1984. Аll Wrapped Up, на којој је приказана женска манекенка која носи хаљину и рукавице направљене од комада меса (углавном сланине) и додатком огрлицом од кобасица. Неки у уметничкој и модној штампи приметили су сличност хаљине са Vnitas:Flesh Dress for an Anorectic месну хаљину коју је направила канадска вајарка Јаnа Sterbak 1987. године која је била изложена значајним контроверзама у Националној галерији Канаде 1991. године.
Brook Barnes из New York Timesa је тврдио да је хаљина Лејди Гаге „изведена“ из Инкарнације, слике седокосе девојке која носи хаљину од меса уметника Марk Rayden из 2009. Sharon Clott of MTV  је такође приметила сличност између хаљине Лејди Гаге и Rаydenove слике. Rayden је наводно био узнемирен што Гага није признала да је наводно инспирисала његов рад.

## Наслеђе
Иако је то била трећа Гагина промена костима на додели МТV Video Music награда 2010. године, месна хаљина је одмах описана као „најнечувенији модни тренутак“ вечери. Тиме је изгласао меснату хаљину као своју топ модни дизајн 2010. године.
Фернандез приписује хаљини преокрет у својој каријери, рекавши: „Осећам се као да сада имам глас као уметник и као дизајнер“.
Хаљина је била изложена у Дворани славних рокенрола и Музеју 2011. године у оквиру изложбе под називом „Жене које рокују: Визија, страст, моћ“. Почевши од 2019. године, хаљина је представљена јавности у Лас Вегасу у музеју Gagina kuћa унутар казина Парк МGМ, што се поклапа са Гагином резиденцијом у згради.
Када је "Вирд Ал" Јанковик пародију на Гагину песму "Born This Way", под називом "Perform This Way", укључио је лирску референцу на хаљину од меса ("Привезујем ребра на ноге / Покријем се сировим месом/ И Кладим се да никада нисте видели бифтек са сукњом који се носи на овај начин") и имао је плесачицу обучену у сличну одећу у музичком споту.